# Hibiscus escobariae
Hibiscus escobariae är en malvaväxtart som beskrevs av P.A. Fryxell. Hibiscus escobariae ingår i Hibiskussläktet som ingår i familjen malvaväxter. Inga underarter finns listade i Catalogue of Life.